# Cattedrale di Santa Maria Assunta (Altamura)

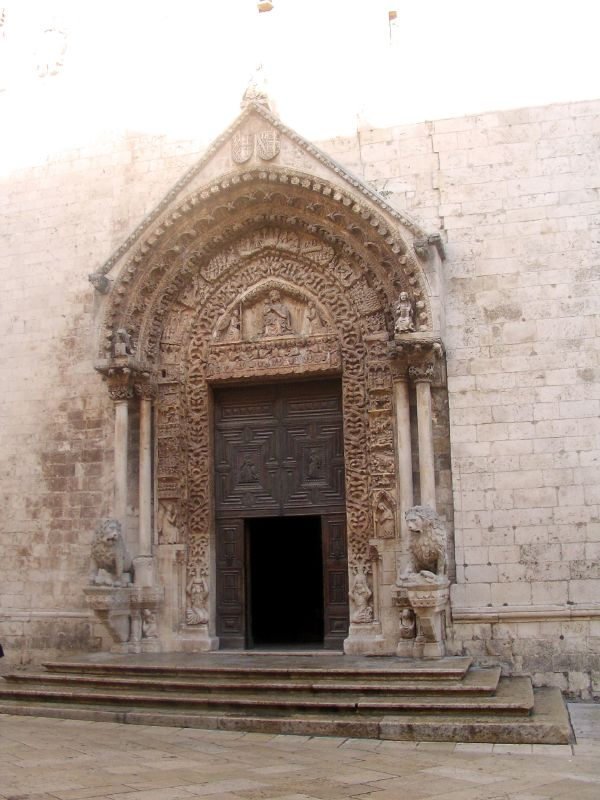
Il portale d'ingresso

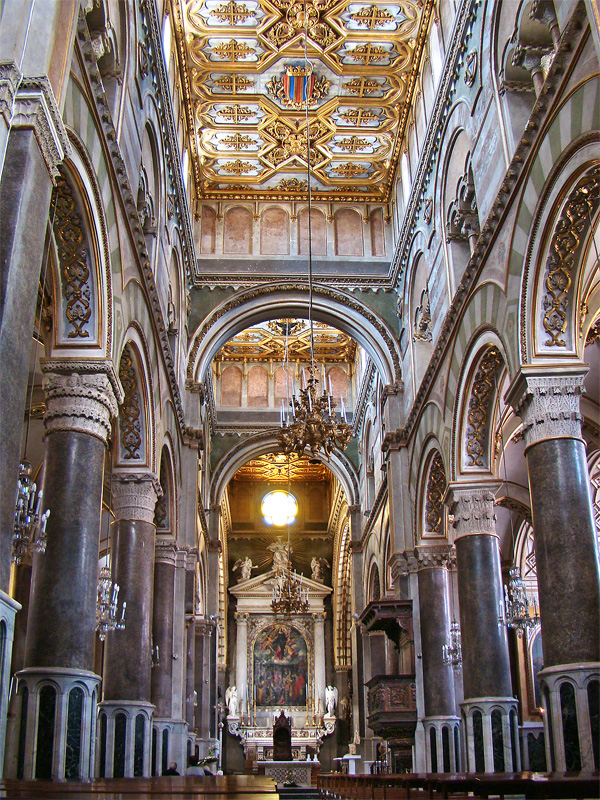
L'interno

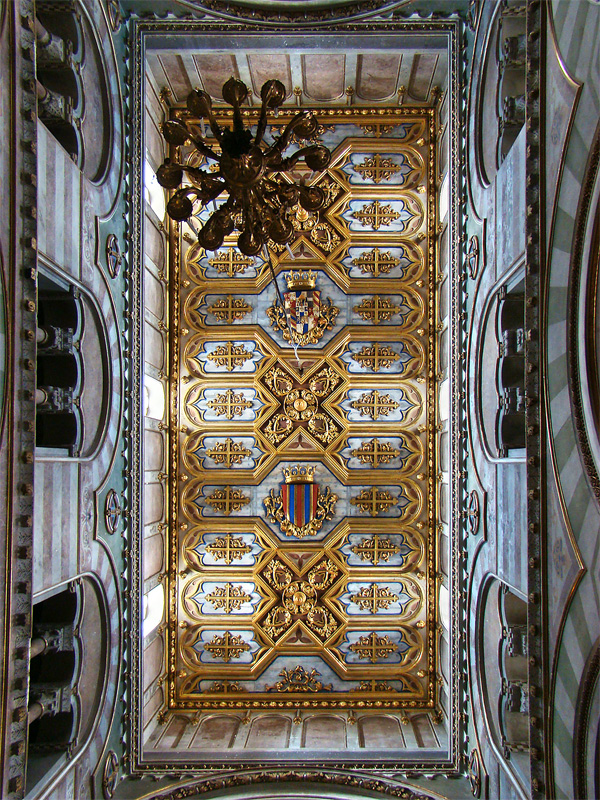
Il soffitto

La chiesa di Santa Maria Assunta è il duomo di Altamura e la cattedrale della diocesi di Altamura-Gravina-Acquaviva delle Fonti.

## Storia
La città di Altamura fu ripopolata dall'imperatore Federico II nella prima metà del XIII secolo. In questo stesso periodo, tra il 1232 ed il 1254, fu eretta, per volere dello stesso imperatore, la cattedrale dedicata all'Assunta, primo e più antico monumento cittadino, con la facciata rivolta originariamente verso ovest (le chiese antiche infatti erano concepite per fare in modo che i fedeli e il sacerdote pregassero rivolti verso est, cioè verso il sorgere del sole, e questo imponeva che la facciata delle chiese rivolgesse verso ovest). Quasi tutte le aperture hanno archi gotici a sesto acuto, senza esclusione di un influsso immediato dell'architettura arabo-normanna. Federico la edificò come chiesa palatina, e dunque con privilegi di esenzione da qualsiasi giurisdizione che non fosse quella del sovrano. I successivi sovrani confermarono questi privilegi fino al 1929, quando, in seguito ai Patti Lateranensi, per la prima volta un papa di Roma poté nominare il vescovo della cattedrale.
Secondo quanto tramandato da alcuni storici locali dei secoli precedenti, la Cattedrale di Altamura sarebbe stata edificata su un preesistente tempio pagano. Domenico Santoro (1688) ipotizza che possa essere stato un tempio dedicato a Castore e Polluce, dal momento che erano visibili almeno fino al Settecento, sui capitelli del coro della cattedrale, due statue di Castore e Polluce. Scavi archeologici recenti hanno confermato l'influenza della Magna Grecia nell'area della città di Altamura, in particolare tra il IV e il III secolo a.C.
Il sacerdote don Vitangelo Frizzale (1755), invece, riporta che il precedente tempio era un tempio di Giano bifronte, quindi una divinità prettamente romana. Questa notizia era avallata, secondo alcuni, dalla presenza di un'erma bifronte sulla cuspide dell'antica facciata della cattedrale.
I recenti lavori di pulizia e restauro della cattedrale hanno messo in evidenza come si tratti, invece, di una scultura in pietra della testa di un saraceno. La scultura aveva funzione apotropaica, e rievocava i timori di un'invasione saracena, divenuta nel XVI secolo una vera minaccia per l'Europa cristiana.
In un'iscrizione in latino in caratteri gotici sopra la cosiddetta porta angioina (in passato chiamata anche "porta delle spezierie") c'è scritto che la chiesa crollò il 29 gennaio 1316 e fu ricostruita con l'aiuto di maestranze bitontine (i figli di Mastro Consiglio da Bitonto). Il primo a leggere e a tradurre correttamente l'iscrizione in latino fu Ottavio Serena, come lui stesso afferma nella sua "Storia di Altamura" (seconda metà dell'Ottocento). Gli storici precedenti avevano tradotto male l'iscrizione (che già di per sé è rovinata e scritta in un latino un po' sgrammaticato) e creduto che l'iscrizione si riferisse a un privilegio di cui Altamura godeva per il quale ogni anno il sindaco di Bitonto veniva ad Altamura per prendere la lista dei prezzi dei vari alimenti per divulgarla all'intera provincia.
Nel 1485 la chiesa fu elevata al rango di insigne collegiata e ciò comportò l'aumento del numero dei sacerdoti che officiavano nella cattedrale e dunque la necessità di aumentare lo spazio della zona del presbiterio e del coro. Si discute tra studiosi e storici sulla presunta inversione dell'orientamento della chiesa attuata nel Cinquecento per conseguire una maggior profondità del coro: alcuni sostengono che l'intera facciata, con portale e rosone, fu smontata e riposizionata dov'è ora; altri invece sostengono l'impossibilità di tale operazione e dunque affermano che l'attuale prospetto conserva una fisionomia molto vicina all'originale federiciano.
La realtà dei fatti, alla luce dell'ultimo restauro, è che la facciata non è stata mai spostata (a prova di ciò durante il restauro delle capriate sono stati rinvenuti gli "archetti pensili" romanici che adornavano la facciata originaria del XIII secolo), ma semplicemente quella attuale non è altro che il riadattamento del prospetto che in epoca federiciana racchiudeva i tre absidi (di cui uno oggi è visibile essendo l'alloggio del grande battistero, a sinistra del portale trecentesco). A questa operazione seguirà, più tardi negli anni, l'ampliamento del coro. Esso è visibile dall'esterno per la spiccata diversità dei conci. Quel limite oggi ben visibile per chiunque visita la basilica dal suo sagrato, è il punto preciso in cui sorgeva nel XIII secolo la prima facciata.
Nel XVI secolo, al campanile già esistente, se ne aggiunge uno simmetrico; in seguito vennero allungati ed ultimati con l'aggiunta di due celle campanarie nel XVIII secolo. Sempre al Settecento risale la ricca decorazione degli altari laterali e l’altare maggiore (1793). Invece è frutto del lavoro di ammodernamento realizzato tra il 1850 ed il 1860 dall'architetto Travaglini la decorazione in stile neogotico che riguarda tutta la chiesa (navata centrale e navate laterali) in bicromia alternata ai dorati e agli stucchi.
Durante la cosiddetta Rivoluzione di Altamura (1799), il sacerdote della cattedrale Nicola Popolizio, che prese parte attiva alla rivolta, fu torturato fino alla morte nel portico antistante alla stessa cattedrale; il canonico Celio Colonna fu sgozzato all'interno della cattedrale mentre pregava nella cappella di San Giuseppe.
Un'altra cappella degna di nota è quella di Santa Rosalia, che si deve all'arciprete della cattedrale Pietro Magri (1622-1688), originario di Palermo.
Con regio decreto n. 1746 del 21 novembre 1940, la cattedrale di Santa Maria Assunta di Altamura è riconosciuta come monumento nazionale italiano.
Nel 1929, con il Concordato, la cattedrale di Altamura (a capo di una prelatura nullius) smise di essere chiesa palatina e quindi non fu più di nomina regia, per poi diventare cattedrale della diocesi di Altamura-Gravina-Acquaviva delle Fonti eretta il 30 settembre 1986 per l'unione della stessa prelatura con la diocesi di Gravina e con la Cattedrale palatina di Acquaviva.

## Descrizione

### Esterno

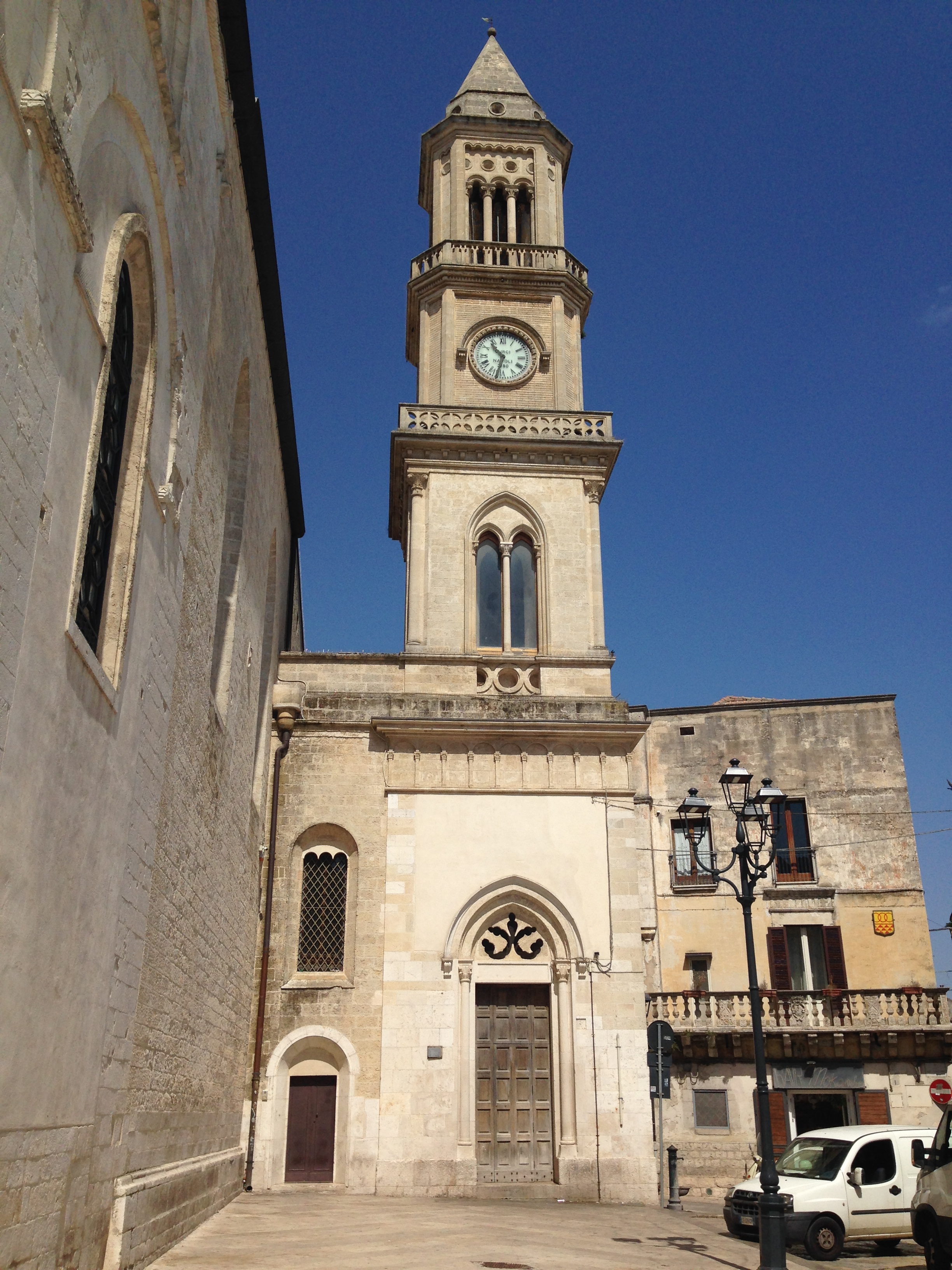
La torre dell'orologio, aggiunta nel 1858

La facciata della cattedrale è caratterizzata dai due alti campanili a due ordini (in quello sinistro tre, con il primo romanico) raccordati tra loro da una loggetta balaustrata sovrastata da un timpano, visibili anche dall'esterno della stessa Altamura; dalla piccola loggia si affaccia una statua della Vergine Immacolata, mentre le statue dei Santi Pietro e Paolo si trovano ai lati sul timpano.
Sotto la loggetta v'è il rosone del Trecento, con una raggiera a 15 raggi ed al centro il bassorilievo raffigurante l'Agnus Dei. A sinistra del rosone vi sono tre stemmi: quello centrale apparteneva all'imperatore asburgico Carlo V. Gli altri due stemmi sono stati voluti da Pietro da Toledo e dall'arciprete Salazar, a cui si devono i lavori di ristrutturazione ed ampliamento del Cinquecento. Spostandosi ancora a sinistra vi si trova una bifora con raffinati decori di ascendenza orientale, espressioni del linguaggio del gotico federiciano. Tale bifora adornava l'antica facciata al posto del rosone, che solo in epoca gotica diventerà un elemento caratteristico delle facciate.
La facciata culmina con il portale del Trecento, racchiuso all'interno di un protiro sporgente sostenuto da due colonne appoggiate su due leoni (del 1533), e terminante in un timpano, al centro del quale si trovano due stemmi, quello degli Angiò di Napoli e quello dei principi di Taranto e signori di Altamura: questi permettono di datare il portale tra il 1356 ed il 1374. Il portale è un vero trionfo di decorazioni e sculture, con soggetti biblici: nella lunetta è raffigurata la Vergine in trono con Bambino e due angeli; nell'architrave è raffigurata l'Ultima cena; negli archi sono scolpite 22 scene evangeliche della vita di Gesù, dall'Annunciazione alla Pentecoste.
Nel 1858 (solo tre anni prima dell'Unità d'Italia), fu costruita la torre dell'orologio, su progetto dell'architetto Corradino de Judicibus.

### Interno
La basilica è a tre navate, suddivise da colonne e pilastri, con matronei. I capitelli di stampo bizantiniano e le relative verticalizzazioni (pilastri e colonne) sono (insieme ai matronei e all'abside posto a sinistra del portale) le uniche testimonianze ancora visibili della cattedrale federiciana del XIII secolo. Il ricco soffitto ligneo è decorato con stucchi d'oro. La navata centrale termina con l'imponente altare maggiore settecentesco, iniziato dal marmorario Ghetti nel 1736 ed ultimato nel 1793. La pala d'altare è di Leonardo Castellano e raffigura la Vergine Assunta (1546). Il presbiterio è poi arricchito da uno sfarzoso coro in legno di noce datato 1543, di impronta manierista; dall'ambone in pietra, con scolpite scene della vita di Gesù; e da un pulpito ligneo anch'esso del Cinquecento. Di grande importanza sono le cappelle delle navate minori. Sono sei per ogni lato, e nello specifico la prima e la quarta della navata sinistra sono le più ampie. La prima contiene un presepe in pietra policroma del 1587, e la quarta è dedicata a San Giuseppe. Essa è in stile barocco, e contiene un altare (in marmo policromo anch'esso), sopra cui si erge la statua di San Giuseppe (patrono minore della città) che tiene per mano il Bambin Gesù, entrambi racchiusi in un baldacchino che si incastra nella parete di fondo che assume l'andamento "concavo/convesso" tipico barocco. Quattro pennacchi decorati con pregiati stucchi reggono una piccola cupola (non estroflessa all'esterno) a base ovale che si chiude con una piccola "lucerna".
Nella basilica è conservata inoltre una tela di Domenico Morelli raffigurante la Conversione di San Paolo (1876).

## Evoluzione architettonica

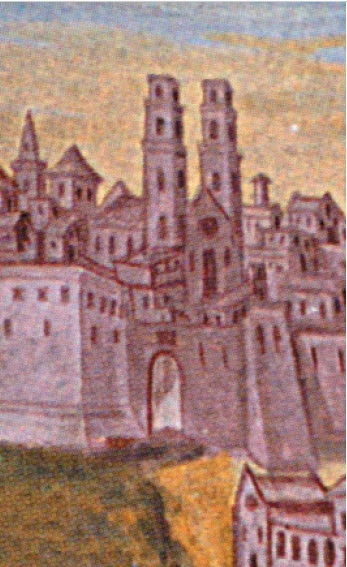
Particolare della cattedrale vista da porta Matera; il dipinto risale al 1709 ed è situato nel Palazzo arcivescovile di Matera; prima del restauro della prima metà del XVIII secolo, non vi erano ancora le cupole

La Cattedrale di Altamura ha subito alcune modifiche nel corso dei secoli. In particolare, inizialmente aveva una specie di tiburio (si veda la figura) contenente la cosiddetta casa dell'arlogio (orologio), contenente pesi e contrappesi, e quindi non una semplice meridiana. Il tiburio fu prima demolito nella prima metà del XVII secolo e poi ricostruito, tanto da essere nuovamente visibile in un dipinto del XVIII secolo esposto nella sala consigliare del Comune di Altamura.

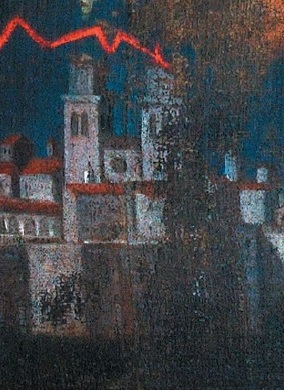
Vista di Altamura - Porta Bari - Dipinto di Sant'Irene (prima metà del XVIII secolo)- Sala Consigliare del Comune di Altamura

Nello stesso dipinto è visibile un fulmine che colpisce le torri della cattedrale, un ovvio riferimento a ciò che accadde nel 1726. Secondo quanto riportato, i fulmini colpirono per ben due volte la cattedrale, causando ingenti danni sia all'interno che all'esterno della cattedrale. Nei tre anni successivi furono eseguiti sulla cattedrale lavori di restauro e le torri della cattedrale furono prolungate. Furono anche aggiunte le cupole su ciascuna delle due torri (come si nota dai disegni antecedenti, le cupole erano assenti). Inoltre, in corrispondenza dell'attuale torre dell'orologio, sopra il seggio, la Cattedrale di Altamura aveva anche un rosone e delle finestre, oggi non più esistenti.
Nel 1729 furono anche realizzate le statue dell'Assunta e di santi Pietro e Paolo, e successivamente aggiunte. Negli anni successivi, la cosiddetta "casa dell'arlogio", cioè quella specie di tiburio centrale tra le due torri si trasformerà nella loggia barocca che oggi è possibile vedere.

## Restauri
La cattedrale di Altamura è stata in più occasioni oggetto di lavori di restauro. Il restauro esterno, eseguito nel periodo luglio-novembre 2006 dall'impresa Cobar S.p.A. ne ha restituito il colore bianco originale.

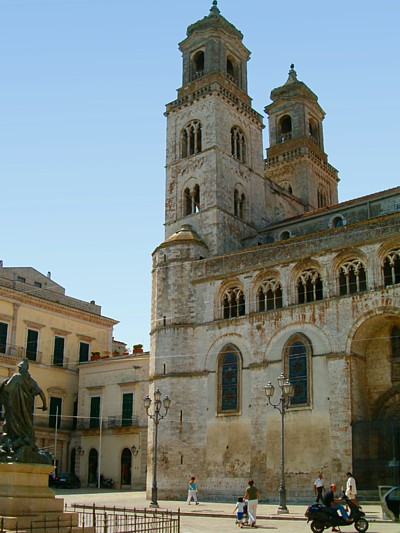
La cattedrale prima del restauro del 2006

Nel 2017 è stato eseguito un altro restauro riguardante la pavimentazione, l'impianto d'illuminazione, i tre portoni di ingresso e altre strutture lignee.

## Galleria d'immagini

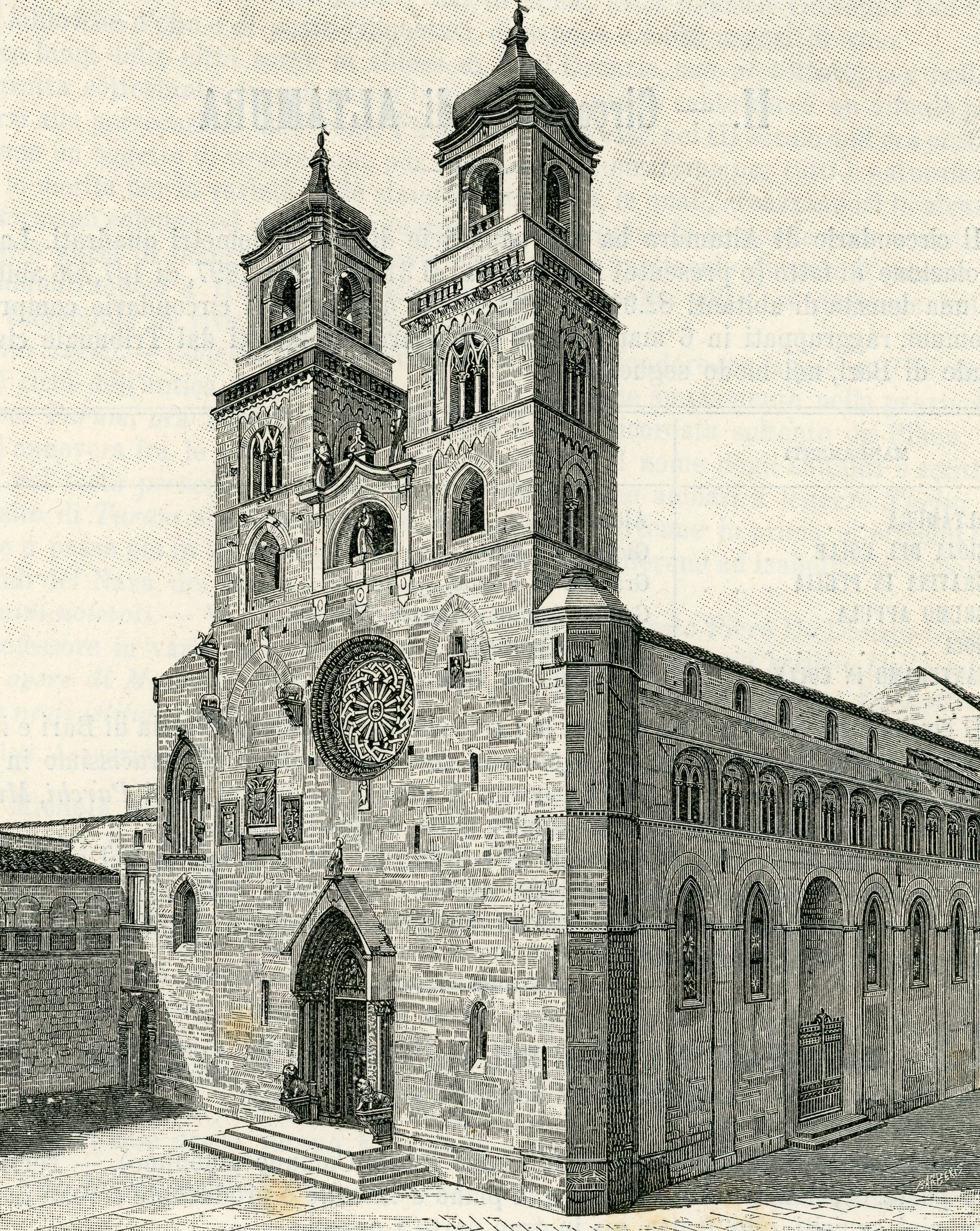
Xilografia di Giuseppe Barberis (1898)
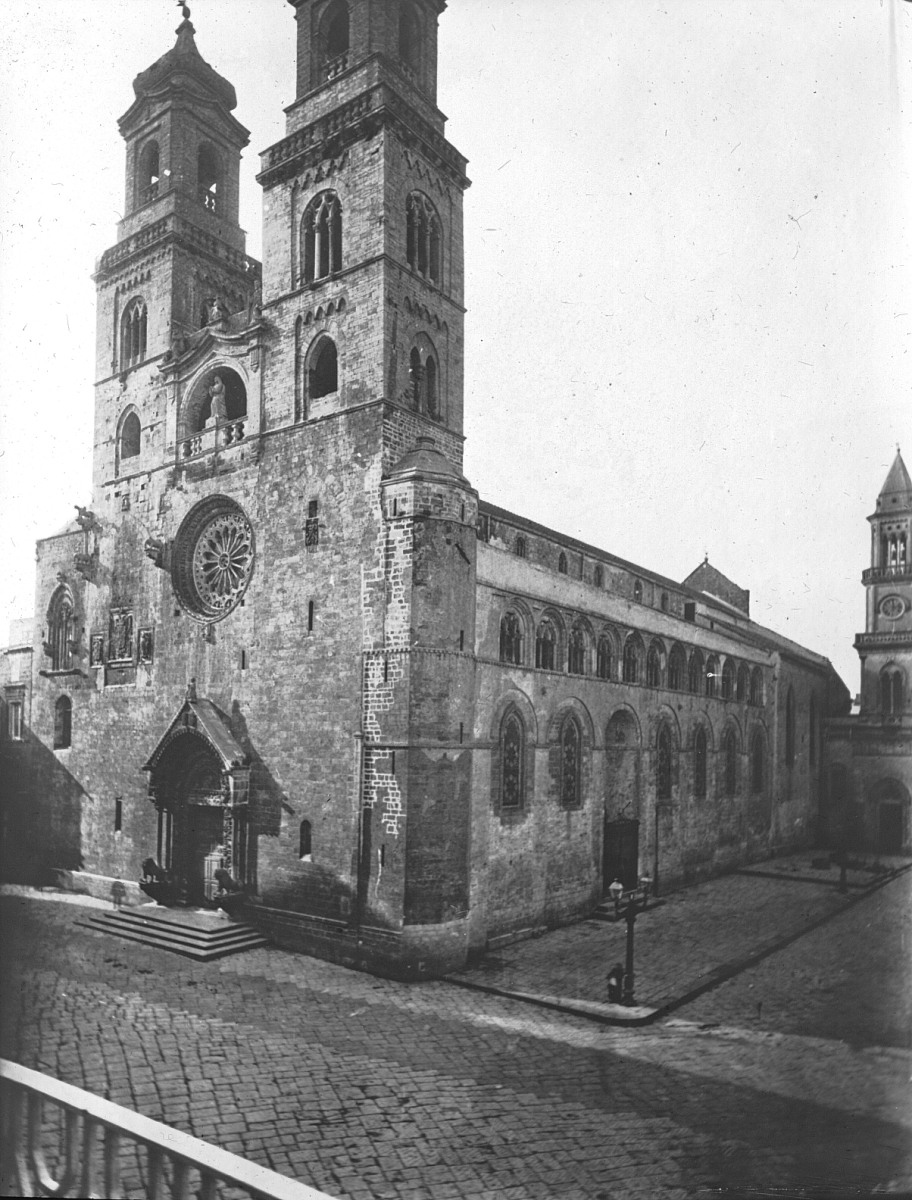
La cattedrale (forse inizi Novecento - foto di William Henry Goodyear (1846-1923), Brooklyn Museum)
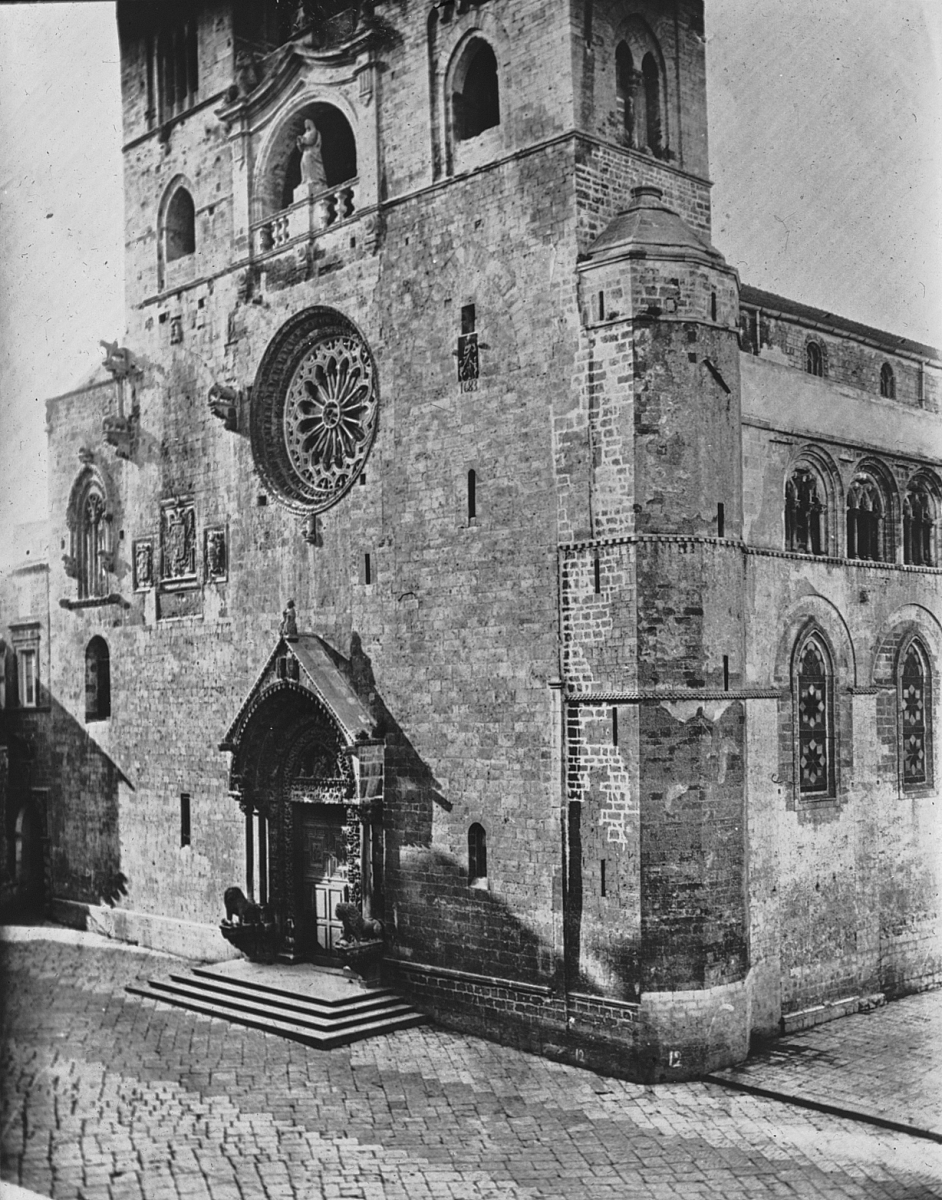
Vista della facciata (forse inizi Novecento - William Henry Goodyear, Brooklyn Museum)
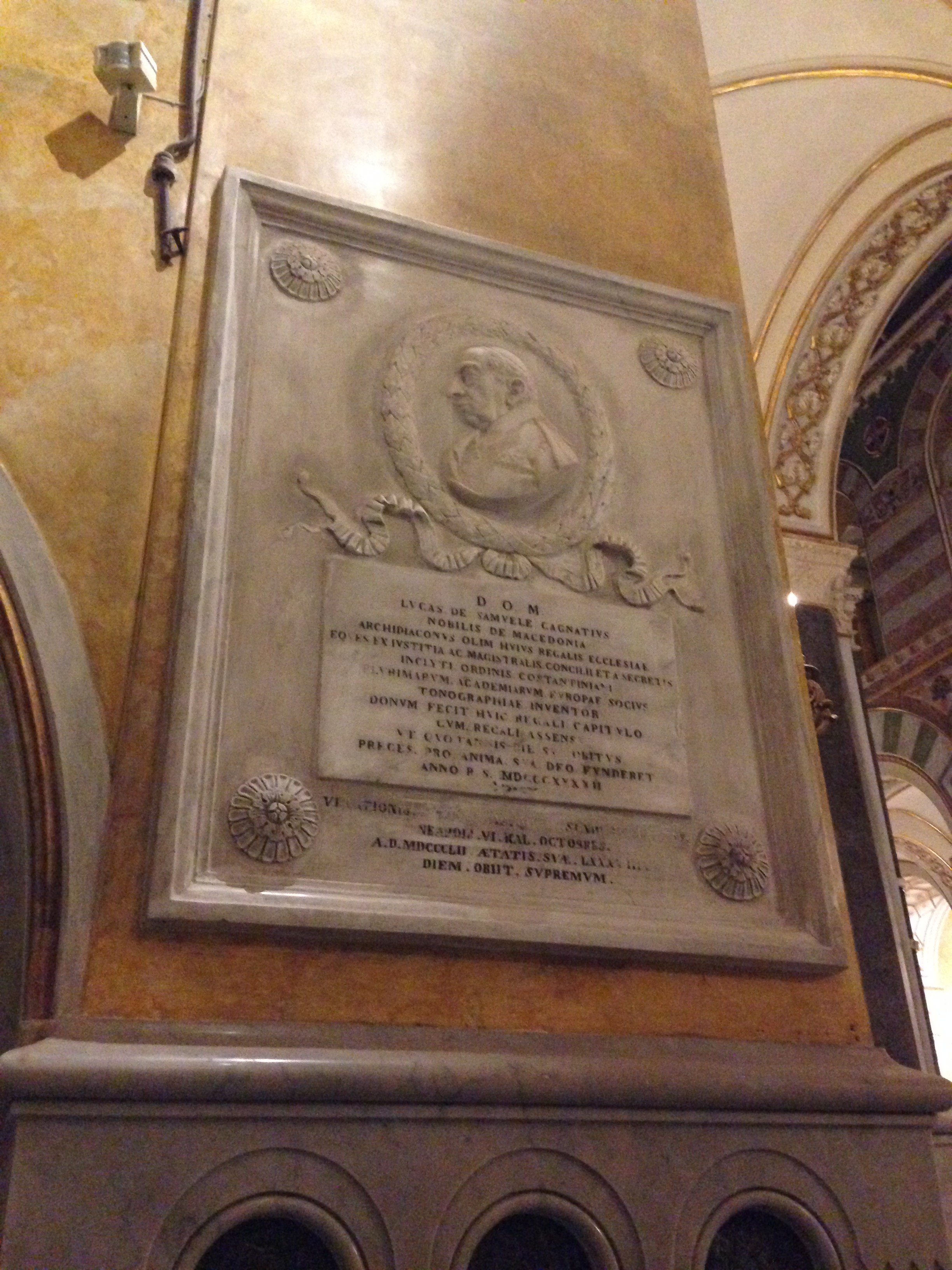
Targa commemorativa di Luca de Samuele Cagnazzi, situata nel "Cappellone di San Giuseppe, principale protettore della città".